# Las 999 mujeres de Auschwitz
Las 999 mujeres de Auschwitz es un libro de no ficción publicado en el año 2019 y escrito por la autora Heather Dune Macadam. Gran parte de la acción del libro transcurre en el campo de concentración de Auschwitz. Este relato narra todas las dificultades que pasaron estas primeras 999 mujeres con el fin de sobrevivir a este intento de exterminio total por parte de los nazis durante la Segunda Guerra Mundial. 

## Resumen
Las 999 mujeres de Auschwitz es un libro escrito por la autora Heather Dune Macadam publicado el 19 de diciembre de 2019. Cuenta desde la perspectiva de la autora y de algunas testigos y supervivientes la historia de las primeras 999 mujeres que fueron enviadas al campo de concentración de Auschwitz. El 26 de marzo de 1942 estas 999 jóvenes fueron enviadas al campo de concentración nazi, en los que pasaron los peores años de su vida. Este primer grupo fueron todas mujeres, algo que se suele pasar por alto. El precio de este primer convoy de mujeres fue exactamente de 500 Reich Marks (unos 200 euros en la actualidad). Este libro es una forma de dar voz y recordar a aquellas mujeres y niñas que la historia pasó por alto.
El libro está basado principalmente en diferentes entrevistas y testimonios de las supervivientes de aquella masacre. Aquellas 999 jóvenes fueron engañadas por el gobierno eslovaco y finalmente fueron esclavizadas por los nazis.
La primera parte del libro trata las vidas de las jóvenes chicas en su país natal, Eslovaquia. Después de todos los maltratos y vejaciones sufridas por los miembros de las SS, las chicas luchan contra las enfermedades, el frío y el miedo. La segunda parte trata con todo tipo de detalles el sufrimiento que vivieron estas chicas en el campo de concentración. Mientras tanto, presenciaban a diario largas filas de compañeros judíos que iban directos a las cámaras de gas. También trata el tema de los diferentes trabajos agotadores que tenían que realizar. Desde salir al frío invierno a realizar construcciones de edificios, cavar carreteras con las manos o derribar muros a quitar la ropa de los cadáveres muertos en las cámaras de gas. Muchas de estas chicas se conocían entre sí (primas, hermanas o amigas) y en cada convoy nuevo llegaban también hombres y mujeres que tenían relación con estas primeras 999 mujeres. La tercera parte cuenta los días finales de la guerra y cómo lo vivieron las chicas. Algunas de ellas volvieron a sus tierras sin encontrar nada. Otras, por suerte, pudieron reencontrarse con familiares y amigos. Mientras se lee el libro, se observa la dureza de estos momentos debido a las fotografías insertadas en el mismo y muchas de las declaraciones de las pocas supervivientes.  
De esta forma, trata desde un punto de vista muy conmovedor, las terribles experiencias que vivieron las primeras prisioneras que llegaron a Auschwitz. Una historia que nunca debería caer en el olvido.

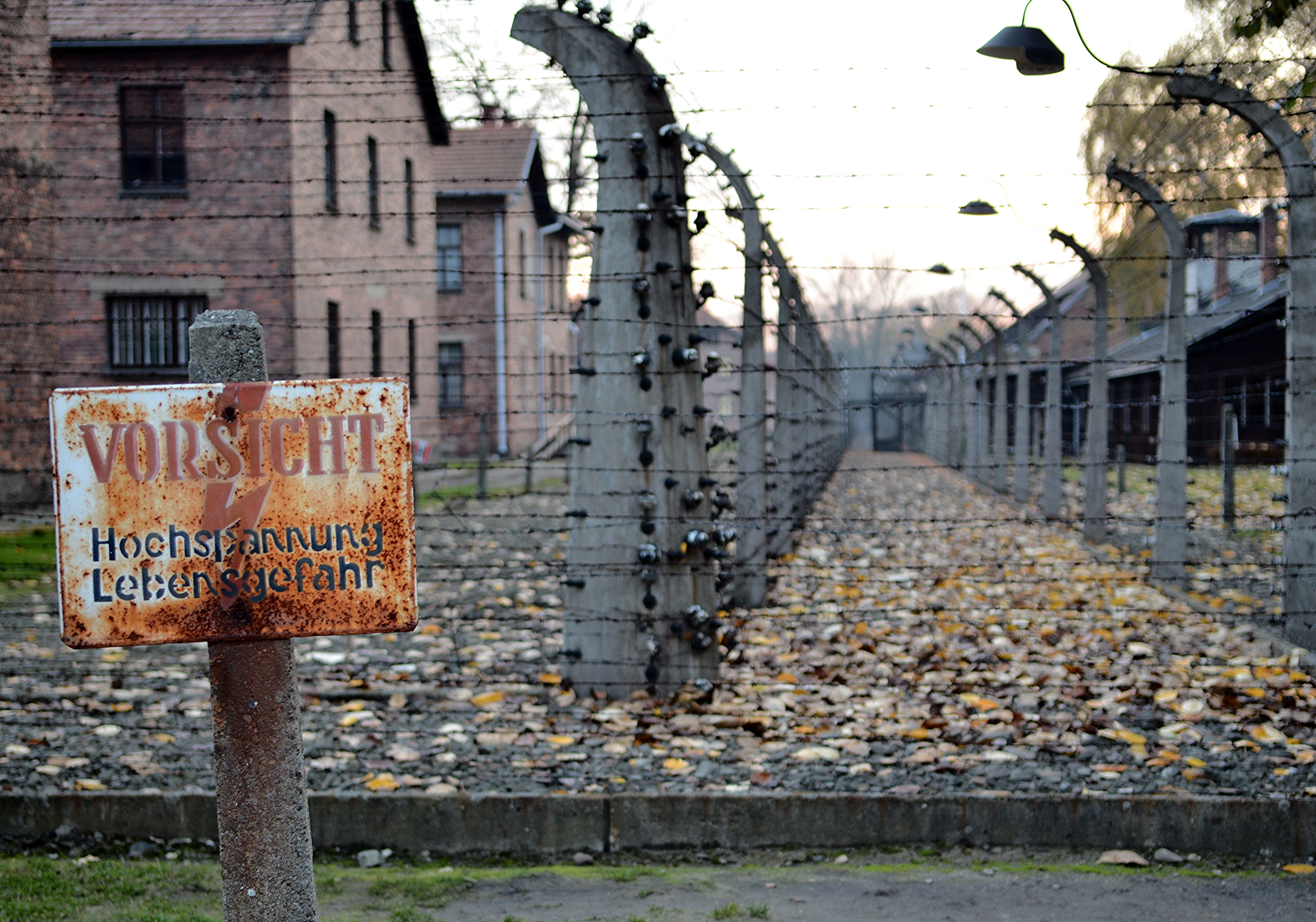
Fotografía del campo de exterminio de Auschwitz-Birkenau tomada en el año 2013.

## Sobre la autora
La norteamericana Heather Dune Macadam sacó a la luz su primer libro y se convirtió en escritora en el año 2015 con su libro titulado Rena´s Promise: A Story of Sisters in Auschwitz, que relata los recuerdos de la mujer que tuvo el lugar 716 en las filas del campo de concentración de Auschwitz. Heather ostenta el puesto de directora y presidenta de la Rena´s Promise Foundation. La autora de este y otros tantos libros trabaja en la producción de su siguiente documental: 999. El reconocimiento por labor en el mundo de la escritura es recompensado por la USC Shoah Foundation, el Museo Nacional de Historia Judía en Bratislavia, Eslovaquia y el Museo Panstowe de Auschwitz en Oświęcim, Polonia. Su trabajo de documentación también ha sido reconocido por las instituciones mencionadas anteriormente.